# Thorfinn Karlsefni
Thorfinn Karlsefni Thórdarson (n. 970) (Nórdico antiguo: Þorfinnr "Karlsefni" Þórðarson, lengua islandesa: Þorfinnur Karlsefni) fue un explorador islandés que sobre el año 1010 d. C., lideró una tentativa de asentamiento en Vinland con tres barcos y 160 pobladores, entre ellos Freydís Eiríksdóttir, que según la Saga Grœnlendinga y Eiríks saga rauða, era hermana o medio hermana de Leif Eriksson. La esposa de Thorfinn Guðríðr Þorbjarnardóttir dio a luz un hijo en Vínland, conocido como Snorri Thorfinnsson, el primer niño con ascendencia europea nacido en el Nuevo Mundo y de quien muchos islandeses pueden rastrear sus raíces. Se desconoce el emplazamiento exacto de dicho asentamiento, pero potencialmente tiene posibilidades el ya conocido yacimiento de L'Anse aux Meadows, en Newfoundland.

## Karlsefni
El apodo Karlsefni significa literalmente «posibilidades de un hombre» según el prefacio de Magnus Magnusson y Hermann Pálsson, pero el diccionario Cleasby-Vigfusson lo traduce como «hombre cabal», que se puede interpretar como «hombre de verdad» y «hombre de ley».

## Ascendencia
Era Hijo de Þórður hesthöfði Snorrason (apodado cabeza de caballo) y Þórunn Þorfinnsdóttir, nieto de Snorri Þórðarson (n. 917) y bisnieto del colono Þórður mjögsiglandi Björnsson. Según Landnámabók era descendiente directo de Björn Ragnarsson, hijo de Ragnar Lodbrok.

## Descendencia
Con Guðríðr tuvo dos hijos varones más, Þorbjörn Þorfinnsson (n. 1010), y Björn Þorfinnsson (n. 1024). Una de las hijas de Björn, Þórunn Björnsdóttir, sería madre de Björn Gilsson obispo de Hólar.

## Cultura popular
A principios del siglo XX, Einar Jónsson, un escultor islandés, dedicó una estatua a Thorfinn Karlsefni que se expuso en Filadelfia, Pensilvania. Hay otra versión de la estatua en Reikiavik, Islandia.
Una versión ficticia de Thorfinn Karlsefni es el protagonista de la serie japonesa Vinland Saga del autor Makoto Yukimura.